# ヒュルトゲンの森の戦い
ヒュルトゲンの森の戦い（ヒュルトゲンのもりのたたかい、Battle of Hürtgen Forest）は、第二次世界大戦後期、ドイツ（ナチス・ドイツ）とベルギーの国境にあるヒュルトゲンの森において行われたアメリカ軍とドイツ軍の戦いである。第二次世界大戦中のドイツ国内での戦いの中で最も長い戦いで、アメリカ軍はかつてない長期戦を強いられた。戦闘は1944年9月19日から1945年2月10日までの間、ベルギー・ドイツ国境東部の129km2内で行われた。
アメリカ軍の当初の目的は、ドイツ軍をこの地域に釘付けにし、北方のアーヘンの戦い前線に増援できないようにする事だった。アーヘン周辺で連合軍は、野戦構築物や対戦車障害、地雷原によって繋がれた要塞化された町や村からなる防衛網との塹壕戦を戦っていた。第2目標は、翼延運動であった可能性がある。アメリカ軍の最初の予定はシュミットを占領、モンシャウ（en）の掃討、ルール（en）川への進撃だった。ヴァルター・モーデルは連合軍の攻撃を食い止めるつもりであった。彼はアルンヘムにおける日々の部隊移動ほど口を出さなかったが、状況を完全に把握しており、ドイツ軍が「西方の壁」（連合軍にはジークフリート線として知られていた）と呼んだ野戦構築物の利点を利用して、連合軍の進撃を遅らせ、多大な犠牲を与えた。
アメリカ第1軍は、ヒュルトゲンの森で（戦闘中・戦闘外合わせて）少なくとも33,000名の死亡・捕虜を出している。ドイツ軍の損害は28,000名であった。結局、10月22日にアーヘンは陥落したが、アメリカ第9軍は再び大損害を被った。アメリカ第9軍の攻撃は少しもうまくいかず、ルール川を渡る事も、ダムをドイツ軍から奪う事もできなかった。ヒュルトゲンの戦いは多くの犠牲者を出す事となり、モーデルに対する特別な名声と共に連合国は「第一級の敗北」と呼んだ。
ドイツ軍は2つの理由により、この地域を果敢に守ろうとした。一つ目はすでに準備中であったアルデンヌ攻勢（バルジの戦い）の発起地域として使用されていた事、そして山脈から、ルール湖の水源であり、もし水門が開かれたら、その下流の低地を水没させて川を渡れなくさせるシュヴァメンアウエル（Schwammenauel）ダム、ウアフトダムを見下ろす事ができたからである。連合軍は何度となく激しくつまづき、これを許さざるを得なかった。そのため、ドイツ軍は、アルデンヌに向けて西部戦線最大かつ最後の土壇場の攻勢を開始するまで、この地域を確保する事ができた。
大戦中最後のドイツ軍が戦術で勝利した戦いだった。

## 背景
1944年9月中旬以降、ノルマンディー上陸作戦を終えた連合軍はドイツ軍を追撃していたが、伸びた補給線と増大するドイツ軍の抵抗により進撃速度が鈍り始めていた。次の戦略目標はライン川全長に沿って進撃、ライン川を横断する準備をする事になっていた。コートニー・ホッジス率いるアメリカ第1軍はアーヘン・ギャップ進撃中に激しい抵抗を受け、ヒュルトゲンの森を基地としている敵軍を潜在的脅威と捉えていた。
10月初旬、アメリカ第1歩兵師団はアーヘンを包囲していた第19軍団と第7軍団らの元へ到着、これに加わった。第1歩兵師団はアーヘンのドイツ軍守備隊に降伏を呼びかけたが、ドイツ軍の指揮官、ゲルハルト・ヴィルク（en）は10月21日まで降伏を拒否した。
連合軍はルールダムの脅威を排除する事も必要だと考えていた。ダムの水はドイツ軍がいつでも放水できる状態で、放水されれば下流域で行動中のあらゆる部隊が水没する可能性があり、アメリカ軍の司令官、オマール・ブラッドレー、ホッジス、ジョーゼフ・ロートン・コリンズらは、ダムへ直接進撃するにはヒュルトゲンの森を通過する必要があると考えていた。
一部の軍事歴史家はこの考えに納得しておらず、ヒュルトゲンの戦いに参加した元中隊長でアメリカ陸軍歴史家のチャールズ・B・マクドナルドは「避けるべき無益な戦いだった」と評した。

### 地理

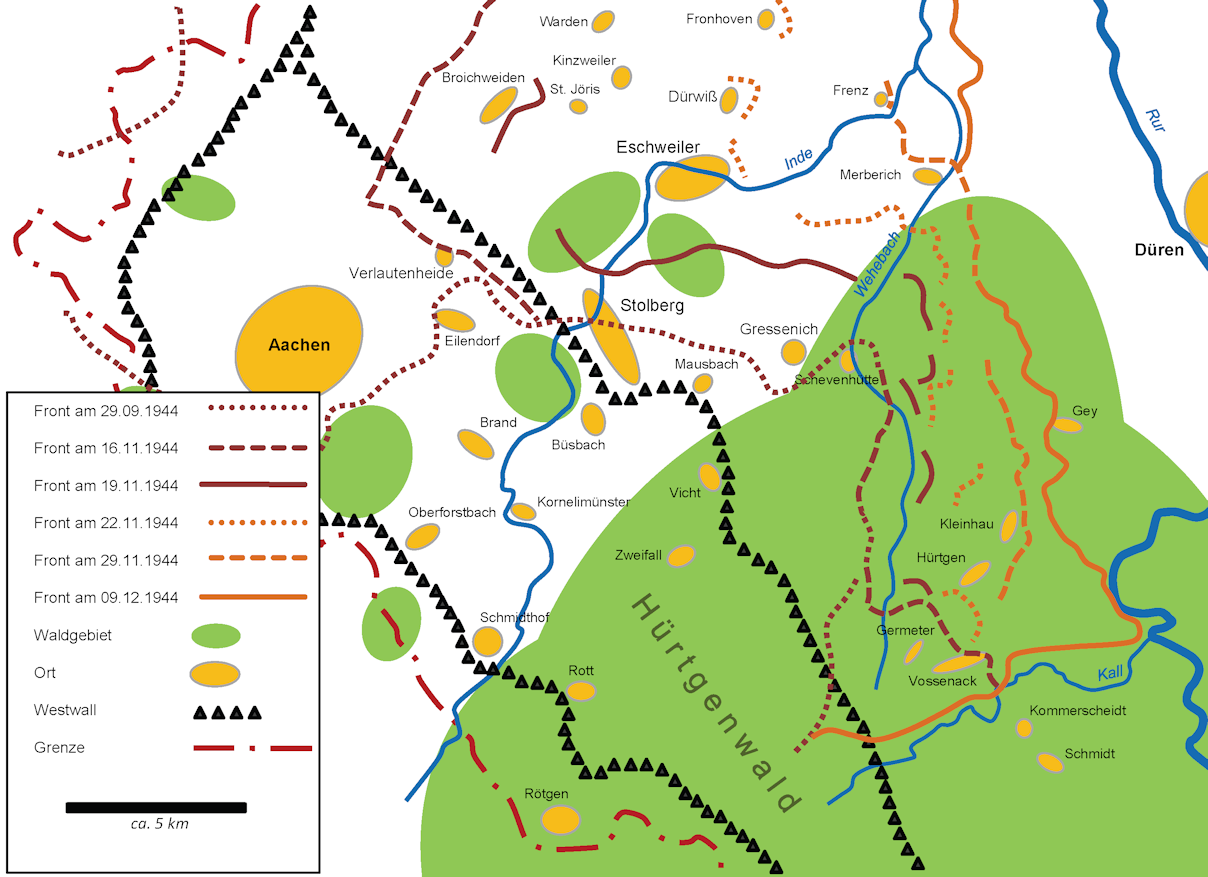
ヒュルトゲンの森を中心とした地図

ヒュルトゲンの森はルール川とアーヘンの間の頑丈な地盤を占めていた。密集した針葉樹林はわずかな道、軌跡、及び防火帯で分断され、乗り物の移動は制限される箇所であり、1944年の秋から初冬にかけて、天候は冷たく湿っておりしばしば航空支援を妨げる状況であり、基本的に湿り気の多い雪で覆われていた。
ドイツの守備隊は要塞、地雷敷設区域、有刺鉄線とブービートラップで備えており、雪で罠が覆われた。多数の掩蔽壕が準備されており、大部分が防衛の中心拠点となるジークフリート線の深い防衛陣地に配置されていた。密林は侵入と側面からの攻撃が可能であったが、最前線の確立やその地域内の敵を殲滅したと確認するのは難しい問題であった。少ない道と開けた箇所はドイツ軍の機関銃、迫撃砲、そして砲兵チームの正確な射程範囲に収まっていた。悪天候は別としても、密林と起伏の多い地形はどのような目標も攻撃する事が難しく、連合軍が握っていた制空権の使用の妨げとなった。
戦力が優勢な（ドイツ軍の5倍）アメリカ軍の機甲部隊、機動性、航空支援という利点は天候と地形に封じられた。森林内では、比較的少数で断固たる信念で覚悟を決めていた防衛部隊の方がかなり有利であった。アメリカ軍の師団は犠牲者を後送したため、代わりに未熟な新兵が戦線に配属された。
侵入できない森は戦車の使用を制限し、さらにパンツァーファウストを備えたドイツ軍対戦車猟兵が隠れるには便利であった。その後、戦いの最中に森林を通る戦車の通路を破壊が必要である事が発覚した。輸送も道が少ないため、同様に制限された。危機的な状況に陥った最前線の部隊へ増援を送る事や、物資供給、また、負傷者の後送が難しい事も発覚した。ドイツ軍も同様の困難に直面していたが、ドイツ師団はフランスを通過して退却している最中に大損害を負っており、訓練不足の兵士、任務を勤めるのが難しいと思われる男子や老人らを招集して定数を満たしていた。輸送は支障の多い道、トラックと燃料不足のために問題が生じており、大部分の物資が最前線へ人力で運ばれていた。しかし、ドイツ軍防衛部隊の指揮官、兵士らはすでに2,3年戦っており、冬の森林地帯で効率的に戦うために必要な戦術を学んでいたという点で、訓練は行っているが未熟なアメリカ軍と比べて有利であった。
森の背の高い木々による遮蔽は、防御側に有利であった。砲兵の砲撃は『樹木による曳火』
をおこすよう信管が調整されていた。防御側は塹壕などによって砲弾や木々の破片から守られていたのに対し、開けた場所にいる攻撃側はより致命的であった。アメリカ軍の迫撃砲小隊は活動に空き地を必要としていたが、それに対してドイツ軍部隊が事前に照準していた為危険が伴い、歩兵小隊はしばしば迫撃砲による支援が利用できなかった。

### 両軍の状況
ヒュルトゲンの森はアメリカ第1軍（司令官コートニー・ホッジス）の担当戦区に横たわっており、この戦区の責任は第5軍団と第7軍団の間で揺れ動いた。
当初、ハンス・シュミットが指揮するドイツ第275歩兵師団及び第353歩兵師団が森の守備に当たっていたが、所属していたのは将兵5,000名（内1,000名が予備）だった上に配備された火砲はわずかで、戦車も保有していないという戦力不足の状態であった。しかし戦闘の進捗に伴って増援が送り込まれ、部隊は増強された。アメリカ軍の「ドイツ軍守備隊は脆弱で、撤退準備中だろう」という予想は覆された。

#### アメリカ軍
- 第1歩兵師団（1st Infantry Division）
- 第4歩兵師団（4th Infantry Division）
- 第8歩兵師団（8th Infantry Division）
- 第9歩兵師団（9th Infantry Division）
- 第28歩兵師団（28th Infantry Division）
- 第78歩兵師団（78th Infantry Division）
- 第83歩兵師団（83rd Infantry Division）
- 第104歩兵師団（104th Infantry Division）
- 第17空挺師団（17th Airborne Division）
- 第82空挺師団（82nd Airborne Division）
- 第3機甲師団（3rd Armored Division）
- 第5機甲師団（5th Armored Division）
- 第7機甲師団（7th Armored Division）
- 第366戦闘航空団（366th Fighter Group）
- 第2レンジャー大隊（2nd Ranger Battalion）

#### ドイツ軍
- 第85歩兵師団（85. Infanterie-Division）
- 第89歩兵師団（89. Infanterie-Division）
- 第275歩兵師団（275. Infanterie-Division）
- 第344歩兵師団（344. Infanterie-Division）
- 第347歩兵師団（347. Infanterie-Division）
- 第353歩兵師団（353. Infanterie-Division）
- 第3降下猟兵師団（3. Fallschirmjäger-Division）
- 第3装甲擲弾兵師団（3. Panzer-Grenadier-Division）
- 第116装甲師団（116. Panzer-Division）
- 第12国民擲弾兵師団（12. Volksgrenadier-Division）
- 第47国民擲弾兵師団（47. Volksgrenadier-Division）
- 第246国民擲弾兵師団（246. Volksgrenadier-Division）
- 第272国民擲弾兵師団（272. Volksgrenadier-Division）
- 第326国民擲弾兵師団（326. Volksgrenadier-Division）

## 戦い

### 第1段階

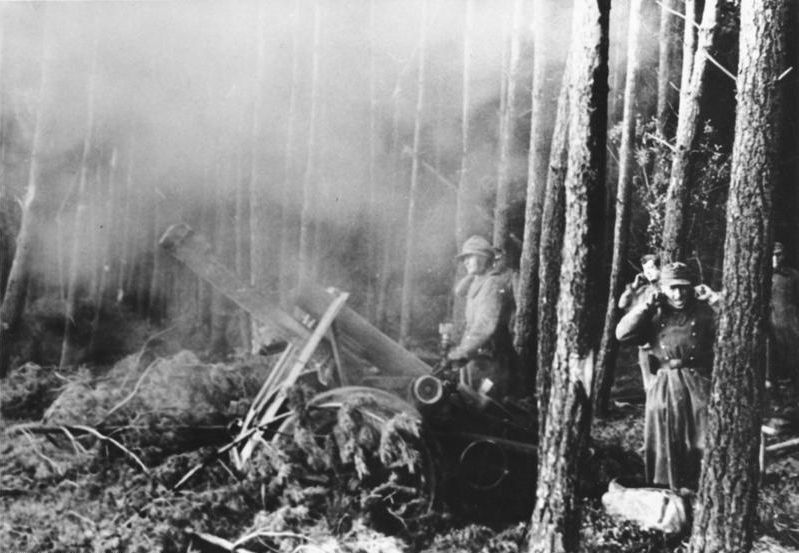
ヒュルトゲンの森の中で砲撃を行うドイツ軍

戦闘は森の南部内にドイツ軍の重要な輸送路が存在するシュミットの町に集中した。
1944年9月19日に戦闘が開始され、アメリカ第60歩兵連隊の偵察でヒュルトゲンの森に侵入したが、地形とドイツ軍の反撃の為に後退した。10月5日、第47歩兵連隊が防衛位置を確保している間、第9歩兵師団所属の第60、第39歩兵連隊はシュミットの町を攻撃した。モンシャウ・デューレン間の道路は素早く分断されたが、両連隊は防衛のために進撃が鈍り始めた。第60歩兵連隊の第2大隊は初日で戦力が3分の1と化した。第39歩兵連隊はヴァイゼー川で停止、細い小道、木の空中炸裂、そして進撃は妨げられるか縦射され、撤退も輸送も困難か、不可能のどちらかであった。
アメリカ軍は10月16日までに4,500名の犠牲の上で3,000ヤードほど得られたに過ぎなかった。ペンシルベニア州兵で構成されたアメリカ第28歩兵師団は10月16日、疲弊しきった第9歩兵師団を楽にするために到着した。
第28歩兵師団は機甲部隊、M29 ウィーゼルと航空支援で補強された。所属の3個連隊の内、一つ目は北側面の防衛、二つ目はゲアメーター（Germeter）への攻撃、そして三つ目は主要目標のシュミットの占領を行う事になっていた。その地域はカール・トレイルが深い峡谷に沿って走っており、すさまじい地形となっていた。そのため、機甲部隊が歩兵連隊の支援を行わなければならなかったが、それは不可能であった。
11月2日、1万2千発の準備射撃の後、第28歩兵師団による攻撃が開始されたが、ドイツ防衛部隊はこれを予想しており、準備は完了していた。アメリカ第109歩兵連隊は予想外の地雷敷設区域、『ヴィルデ・ザウ（猪の意）』により300ヤード妨げられ、さらに迫撃砲、砲撃の為にそこに縛り付けられ、局地的反撃に苦しみ、ある小隊は将校2名と兵士12名しか残らなかった。結局、この日、順調に進撃したのは中央部を担当した第112歩兵連隊のみであり、アメリカ第112歩兵連隊はフォセナック（de）と近隣の尾根を攻撃、それらの占領に成功していた。翌日、第707戦車大隊と第112歩兵連隊は攻撃を開始、カール渓谷を占領してシュミットまでの進出に成功したが、両翼を担当する第109歩兵連隊、第110歩兵連隊が進撃しておらず、さらに第707戦車大隊はカール渓谷の出口の細い道で渋滞、徐々に、シュミットを防衛する第112歩兵連隊第2大隊に包囲の危険性が高まっていた。第109歩兵連隊は1マイル前進したが、犠牲者の多さに已む無く塹壕を掘りにかかった。この頃、ドイツ軍は第5装甲軍が第116装甲師団へ出撃命令を出していたが、前日の夜、緊急出動した第89歩兵師団の第1055擲弾兵連隊と第341突撃砲連隊などがシュミット方面へ進出しつつあった。攻撃開始から3日目、第112歩兵連隊は強力な防衛と進出困難な地形のためにカールで停止した。第110歩兵連隊はカール川の次に森を掃討、ズィーモンスカル（en）を占領、シュミットへの進撃のための補給路を維持していた。これらは天候、準備された防衛、決然とした防衛部隊と地形の為に非常に困難であった。そして11月5日まで天候のために戦術的航空支援は妨げられた。
第112歩兵連隊は11月3日までにシュミットを占領、ドイツ軍のモンシャウへの輸送を分断したが、カール・トレイルが塞がれた為、アメリカ軍も輸送、増援、撤退のいずれも不可能であった。ドイツ第116装甲師団の戦車と第89歩兵師団の歩兵連隊による強力な反撃はアメリカ軍を素早く排除、アメリカ軍は反撃を行えず、アメリカ第112歩兵連隊は2日間、その位置を苦労しながら確保した。
11月6日、アメリカ第4歩兵師団から分離された第12歩兵連隊が第28歩兵師団を補強するために分遣された。
カール橋を横断した第28歩兵師団の部隊はシュミットの村を占領するために1944年11月初旬、攻撃を開始したが、数日後、三方向からドイツ軍の攻撃を受けたアメリカ軍は応戦した。が、完全に包囲され将兵が少人数脱出に成功した。アメリカ軍がフォセナック方面へ橋を利用して撤退しようとした時、カール渓谷の大部分がドイツ軍によってすでに分断されていた。後に「Allerseelenschlacht（死者の日の戦い）」とこの戦いは呼ばれる。ドイツ連隊付医官のギュンター・ シュトュットゲン（Guenther Stuettgen）大尉は両軍の負傷兵の世話をするため11月7日から12日までカール橋においてアメリカ軍と非公式の停戦協議を行う事ができた。多くのアメリカ軍将兵の命がドイツ軍衛生兵によって救われた。
シュミットを占領したドイツ軍はコマーシャイト方面へ進出、アメリカ軍はこれに反撃を行いドイツ軍は最初の攻撃には失敗した。しかし、フォセナック方面では第156装甲擲弾兵連隊を中心に編成されたグロールマン戦闘団が進撃を開始、さらに第228戦車猟兵大隊もヒュルトゲンで攻撃を行い、フォセナックの街道への進出に成功した。
フォセナックにおいてアメリカ第112歩兵連隊の第2大隊は断続的な砲撃の後、ドイツ第156装甲擲弾兵連隊と激戦を交わしていたが、ドイツ軍第116装甲偵察大隊がカール渓谷への進出に成功、アメリカ軍の補給路の分断に成功した。
11月6日、ドイツ軍によって包囲されたコマーシャイトのアメリカ第112歩兵連隊第I大隊と第707戦車大隊の戦況は絶望的だった。が、これを救出するために第101歩兵連隊、第707戦車大隊からタスクフォース・リップルを編成、空軍の支援の下フォセナックからこれを強行突破させようとしたが、ドイツ軍の強力な反撃の前に阻止された。一方、フォセナックではアメリカ第112歩兵連隊第II大隊がドイツ軍第156装甲擲弾兵連隊、第228戦車猟兵大隊、第60装甲擲弾兵連隊と激戦を交わしていた。近辺ではドイツ第146装甲砲兵連隊、第275砲兵連隊の一部、第766国民砲兵軍団の一部、第628重砲兵大隊、第394突撃砲旅団らが進出、さらに88mm砲を備えた第682戦猟兵大隊も投入された。一時的にアメリカ軍の戦線が突破されフォセナックはドイツ軍が制圧したが、翌日、アメリカ第1171工兵戦闘団がこれに反撃してフォセナックは再びアメリカ軍が制圧した。
その頃、コマーシャイトではドイツ第89歩兵師団がバイアー戦闘団を編成、11月7日早朝、総攻撃を行いこれを奪取。アメリカ軍は第109歩兵連隊の1個大隊が急行したが、間に合わずコマーシャイトのアメリカ軍は降伏した。
11月8日、アメリカ第112歩兵連隊の所属の2200名の内、残存していた300名は第109歩兵連隊が進出していたカール渓谷対岸への撤退を開始した。
その後、アメリカ軍の2個機甲部隊の戦車及び、M10駆逐戦車が到着。第II大隊はこれの支援をしっかりと行い、歩兵連隊として活動している第146工兵連隊の2個中隊が持ちこたえ、シュミット攻防戦は11月10日まで続いた。

### 第2段階

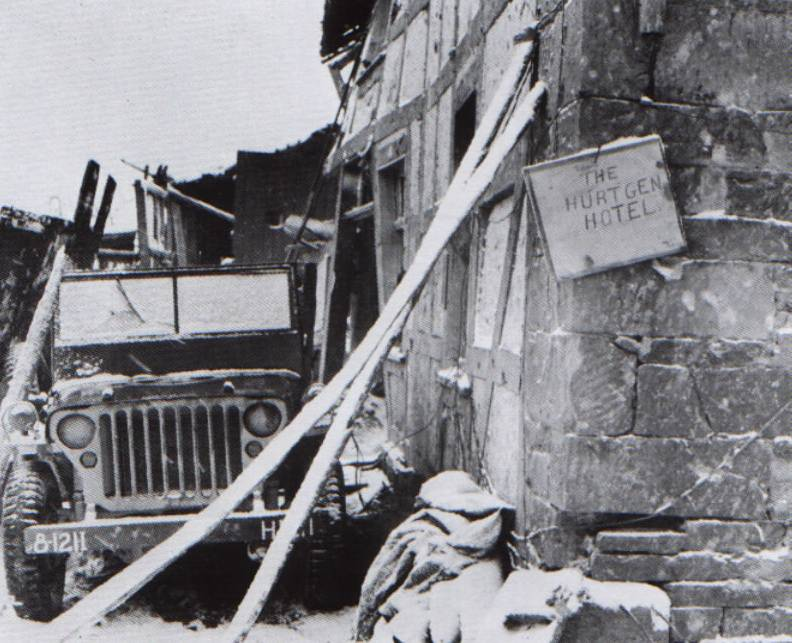
ヒュルトゲンホテル横のアメリカ軍ジープ

この段階ではアメリカ第4歩兵師団がシェベンヒュッテ・ヒュルトゲン間の北半分の森を掃討を行い、ヒュルトゲンを占領、南のデューレンに向けてルール川まで行く予定だった。11月10日以降、アメリカ第VII軍団が責任を負い、ルール川に到着するのは第VII軍団の主力部隊の一部であった。第4歩兵師団はその時、ヒュルトゲンの作戦に関与しており、目的を達成する為に2個の完全な連隊を分離、そして第12歩兵連隊はシュミットでの作戦行動で既に損害を負っていた。アメリカ第VII軍団は主にドイツ第81軍団の戦力が低下していた3個師団による反撃を受けていた。ヒュルトゲンには、将兵6,500名、火砲150門を備えた第275歩兵師団が存在しており、塹壕を掘り、攻撃に備えていた。
アメリカ国防技術情報センターの報告の要約にはここで何が起こったか記述されている。
「1944年11月16日、（アメリカ）第1軍の第VII軍団所属の第1歩兵師団、第4歩兵師団、第104歩兵師団、第5機甲師団の予備戦闘団らはヒュルトゲンの森と第1軍のルール川への進撃路を掃討するために攻撃を開始した。第4歩兵師団を中心とした激しい戦いの後、第VII軍団の攻撃は停止、1944年11月21日、第V軍団がこれを引き継いだ。第8歩兵師団と第5機甲師団の予備戦闘団らの攻撃により、第V軍団は1944年11月28日、激戦の後にヒュルトゲンの占領に成功した。」
攻撃は11月16日に開始、2個歩兵連隊が平行して攻撃を行った。第8歩兵連隊はデューレンに向かって森の北端を進み、第22歩兵連隊は南側へ平行して進んだ。開いた側面は侵入を求めており、ヒュルトゲンにおける他の場所と同様の戦術は「災難を招い」た。ローター川での第8歩兵連隊による攻撃は強烈な抵抗を受け、大きな損失を負った上に撃退された。第22歩兵連隊はRaven’s Hedge (Rabenheck（ラーベンヘック）)の占領に失敗、防火帯に沿って大型機関銃と砲撃によって撃退された。3日後、将校と下士官を含む300名が犠牲となった。
11月18日、戦いに戦車が必要であると決断し、工兵は森を切り開いて戦車の通路を作るため強行突入した。通信と輸送には問題が生じていたままであったため、11月19日、負傷者の後送とその補充を行うため攻撃を休止した。一方、ドイツ軍は増援の第344歩兵師団と第353歩兵師団が到着、抵抗はさらに強まった。11月20日、激しい爆撃が架橋を妨げた時、第4工兵大隊の衛生兵ラッセル・J・ヨーク（en）はこの戦いにおいて銀星章を授与された。
再び第V軍団が責任を負う事となり、11月21日、第8歩兵師団はヴァイザー渓谷を攻撃、ヒュルトゲンへ向けて進撃を続けた。第121歩兵連隊はすぐに強力な防衛部隊と激突、第10機甲大隊からの支援にも関わらず、一日に600ヤード未満しか進撃できなかった。11月29日、ヒュルトゲンは占領されたが、戦いは1マイル北方のクラインハウ(Kleinhau)へと続いていた。
ヒュルトゲンの森における最終的な行動は森の北東の端のメローデ（Merode）で行われた。アメリカ軍の2個中隊は村を占領したが、後にドイツ軍の反撃を受け、全滅した。
それから第8、第28歩兵師団はブランデンブルクに向かって進んだ。第28歩兵師団は、以前の第9歩兵師団（第4歩兵師団が第28歩兵師団を救うことになる）と似たような状況に陥り、ヒュルトゲンの森を占領するために多数の犠牲を出した。11月14日、第2レンジャー大隊が第112歩兵連隊を救援するために到着した。12月6日、レンジャー大隊はベルクシュタイン（Bergstein）へ移動、その後、ドイツ軍第272国民擲弾兵師団の第980擲弾兵連隊から戦略的に重要な400高地（Hill 400）を奪取した。その後まもなくの12月12日、アメリカ軍はガイ（Gey）、シュトラス（Strass）の町を占領した。
1944年12月15日まで行われたジークフリート線における軍事行動単独だけで両軍は戦死・負傷・捕虜を25万人以上出す事となった。アメリカ第1軍、第9軍は戦闘中の犠牲者（戦死、負傷、捕虜、戦闘中行方不明）57,039名、他に戦闘中以外の犠牲者（事故、病気（肺炎など）、塹壕足、凍傷、精神的外傷）71,654名を出す事となった。ドイツ軍はおおよそ戦死12,000名、捕虜95,000名（書類上）を出し、負傷者については不明である。

## その後

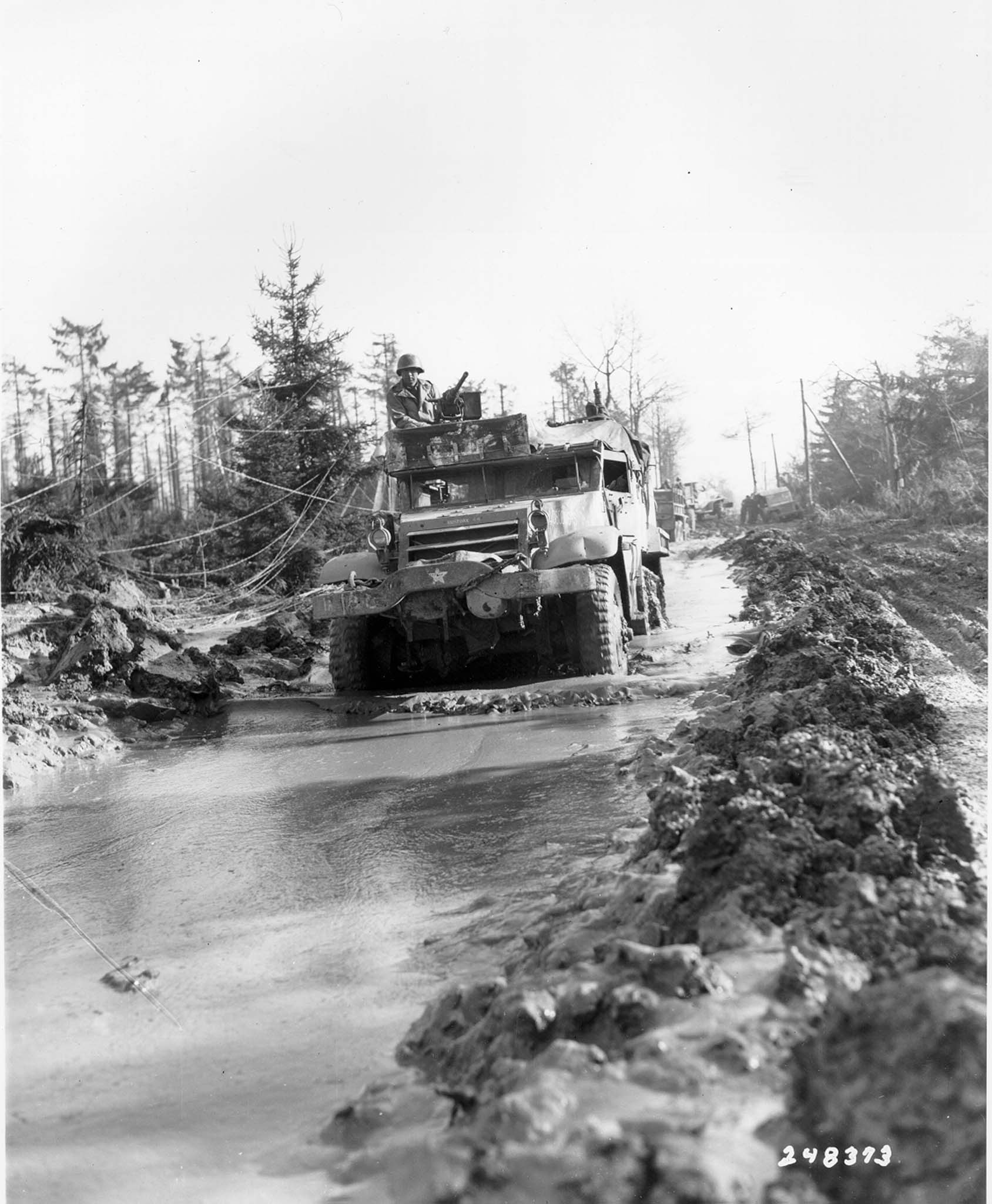
泥濘と化したヒュルトゲンの森の道を行くアメリカ軍ハーフ・トラック。1945年2月15日

1944年12月16日、ドイツ軍はアルデンヌ攻勢を開始。ドイツ軍の予想外の攻撃により、油断していた連合軍を襲い、連合軍の進出線に巨大な突出部を形成した。第8歩兵師団、第104歩兵師団、第82空挺師団、第101空挺師団を含むこの地域に配置されていたアメリカ軍は防衛を行った。バルジの戦いはこの戦いの中で最も重要、かつアメリカ軍の歴史の中で最大な戦いの一つであるバストーニュ包囲戦が象徴となっている。
アルデンヌ攻勢は1月中旬までには完全に終了し、アメリカ軍は2月初旬、最後の時の為にヒュルトゲンの森を通って攻撃を行った。2月10日、シュヴァメンアウエルダムはアメリカ軍が占領したが、ドイツ軍はその前日、ダムの水を排出していたため、ルール渓谷は氾濫を起こし、水が引いてアメリカ軍がライン川を渡るまでさらに2週間かかり、2月23日、アメリカ軍は最終的に川を渡った。
第4歩兵師団の兵士2名が戦いにおける行動に対して名誉勲章を授与、一人はジョージ・メーブリー（en）中佐（第二次世界大戦中、2番目に高い叙勲を得たアメリカ軍将兵）であった。もう一人は戦死していたが、フランシス・マグロー上等兵であった。
第28歩兵師団のエドワード・ドナルド・スロヴィク二等兵は1945年1月31日、敵前逃亡を罪状として初めて銃殺されたアメリカ軍兵士となった。

### 損害

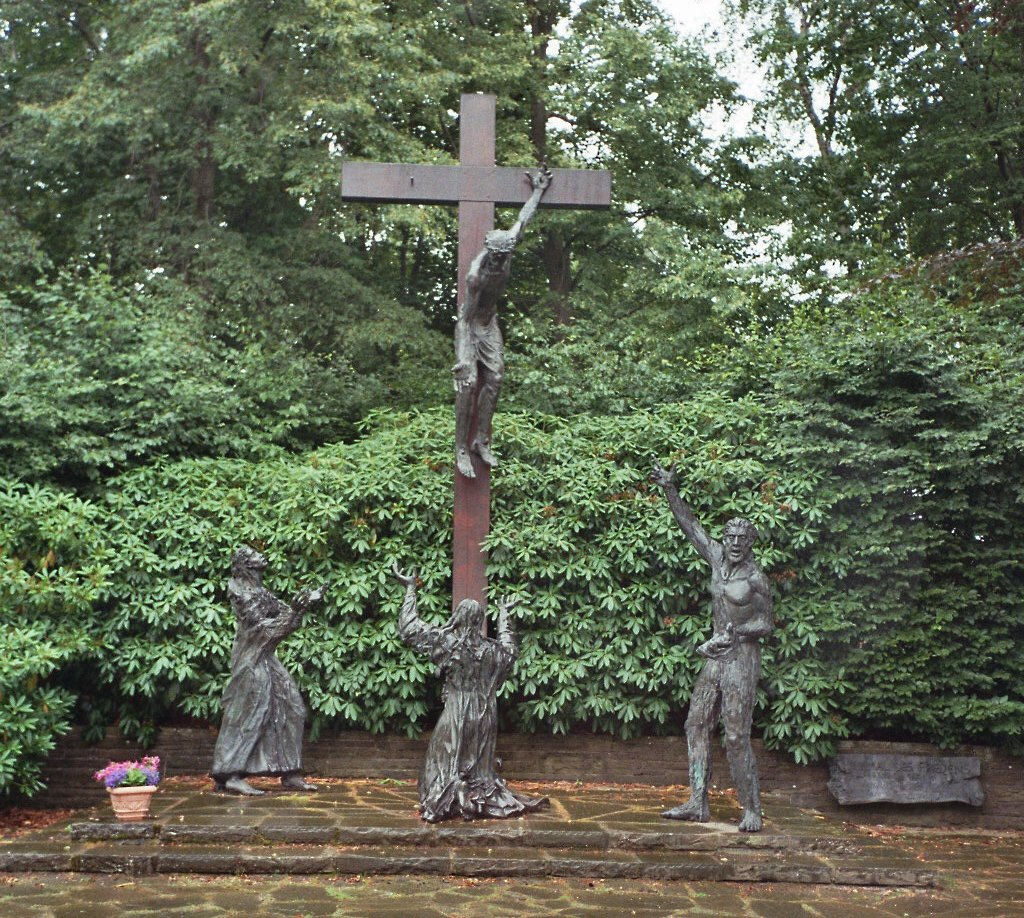
敵味方関係なく弔う、ヒュルトゲンの森の戦いにおける犠牲者の慰霊碑

米陸軍戦史センターは交代要員も含めて将兵120,000名がヒュルトゲンの戦いに関連したと推測した。戦いが終わるまでに戦闘中の犠牲者23,000名、戦闘中以外の犠牲者9,000名が数えられ、第4歩兵師団、第9歩兵師団の2個師団は再編成を行うために戦線から引き上げなければならないほど、損害を負っていた。
シュミット攻防戦でアメリカ軍は6,184名の犠牲者を出す事となったが、これはノルマンディー上陸作戦のオマハ・ビーチの犠牲者4,000名を上回った。一方、ドイツ軍の犠牲者は3,000名足らずであった。
アメリカ第28歩兵師団は11月初旬だけで死傷者5,684名を出しており、師団兵力の半分以上を失い、事実上戦力を喪失していた。特に第112歩兵連隊は戦死167名、負傷719名、捕虜232名、行方不明431名、その他の理由で後送された者544名を失い、定数3,100名に対して2,093名を失っていた。
一方ドイツ軍の発表によれば11月4日から8日まで行われたシュミット、コマーシャイト辺で捕虜641名を得たとしており、自らは死傷者約2,900名を出したとしている。
第二段階でアメリカ第4歩兵師団は11月20日、1½ 進んだが、この時、戦闘中に1,500名の犠牲を、戦闘中以外で数百名の犠牲者（塹壕足、凍傷、疲労）を出した。2週間後、3マイル進出した時、戦闘中の犠牲者4,053名、非戦闘犠牲者2,000名、11月合計で将校170名、兵士4,754名が犠牲となった。
この戦いに参加した若干の部隊はオマハ・ビーチでも戦った事があり、この2つの戦いを比較して、ベテラン兵はヒュルトゲンの森で行われた戦いがオマハビーチよりもかなり血なまぐさい戦いであると語った。この戦いに参加していたアーネスト・ヘミングウェイは戦いを「（墓碑のように）木が爆発したパッシェンデールだ」と語った。

アメリカ第28歩兵師団のインシグニア

ドイツ軍は、アメリカ第28歩兵師団を上記の損害により『ブルーティゲ・アイマー（血のバケツの意）』と呼んだ。これは第28歩兵師団の師団章が『キーストーン（赤要石）』であった事に由来するが、これは後にアメリカ軍内でも広がり、いつしか『ブラッディ・バケット（血染めのバケツ）』は第28歩兵師団の代名詞と化した。

### 記憶に残るかつての敵
ヒュルトゲンの軍事墓地にはアメリカ第4歩兵師団の元兵士らが捧げた銅製の飾り額付の石碑が建てられている。これはドイツ軍のフリードリッヒ・レンクフェルト大尉（1921年9月29日-1944年11月12日）の慰霊碑。レングフェルドは1944年11月12日、負傷したアメリカ軍の兵士を「Wild Sow (Wilde Sau)」地雷敷設地域から助け出そうとして重傷を負い、死亡したものであった。これは敵であるアメリカ軍が唯一ドイツ兵のために作った記念碑であった。

### 記念彫刻
2004年11月7日、記念彫刻がカール橋で行われた停戦60回記念の日に公式に捧げられた。製作したマーク・ペイルマンは「私は英雄や劇場の肖像、パトスのためのような記念碑は作りたくなく、戦いが実際行われた場所に威厳を与える石を切った質素で気取らないものを作りたかった。」と語った。飾り額は彫刻家ティルマン・シュミッテンが製作、記念彫刻と記念板はKonejung財団が制作費を贈与した。

## 分析
この戦いについての議論はアメリカの戦略が戦略的であったか、もしくは戦術的意味があったのかどうかを中心に展開している。
1つの分析として、アメリカ軍はノルマンディーでの突破とファレーズ・ポケットにおけるストレスによりドイツ軍は崩壊したと考えていたが、ドイツ軍将兵の強さ、最後まで戦い抜くという決心が残っているにも関わらず過小評価した事。アメリカ軍の指揮官はヒュルトゲンの密林で通行が困難である事、砲撃精度が低下、航空支援が実行不能である事を特に誤解していた。その上、アメリカ軍はシュミットの村に集中しており、戦いが進むまでダムと400高地のどちらも占領しようとしなかった。
今日、観光客はフォセナックの博物館を訪問することができ、まだ残っているジークフリート線のいくつかの掩蔽壕を見学した後、悪名高いカール・トレイルに沿って散歩ができる。